# Édson Gonzaga Alves Filho
Édson Gonzaga Alves Filho (Rio de Janeiro, 1 de junho de 1960) é um ex-futebolista brasileiro. Atuando como ponta esquerda, foi campeão brasileiro de 1985 pelo Coritiba Foot Ball Club. Também foi campeão da Supercopa Libertadores 1992 e dos campeonatos mineiros de 1987, 1990 e 1992 pelo Cruzeiro Esporte Clube.
Além do Coritiba e Cruzeiro, também jogou pela Sport Club Internacional e Clube de Regatas do Flamengo.

## Títulos
Flamengo
- Campeonato Carioca: 1981
- Campeonato Brasileiro: 1982 e 1983

Coritiba
- Campeonato Brasileiro: 1985

Cruzeiro
- Campeonato Mineiro: 1987, 1990, 1992
- Supercopa Libertadores: 1992